# Candeloro (nome)
Candeloro  è un nome proprio di persona italiano maschile.

## Varianti
- Femminili: Candelora[1][2]

## Origine e diffusione
Deriva da un nome medievale, che era tradizionalmente dato ai bambini nati il giorno della festa cristiana della Candelora; questa ricorrenza trae il suo nome dal latino festa candelorum, ossia "festa delle candele". Si tratta quindi di un nome del tutto analogo allo spagnolo Candelaria.
È un nome di scarsa diffusione, di cui si contavano circa 1500 occorrenze negli anni settanta; è proprio del Sud Italia, e in particolare della Sicilia e della Puglia.

## Onomastico
L'onomastico si festeggia il 2 febbraio, festività della purificazione della Madonna, ossia la Candelora.

## Persone
- Candeloro Zamperini, carabiniere italiano

## Il nome nelle arti
- Don Candeloro e C.i. è una novella di Giovanni Verga
- Candeloro è il nome della forma strega di Mami Tomoe in Puella Magi Madoka Magica.